# Daodejing

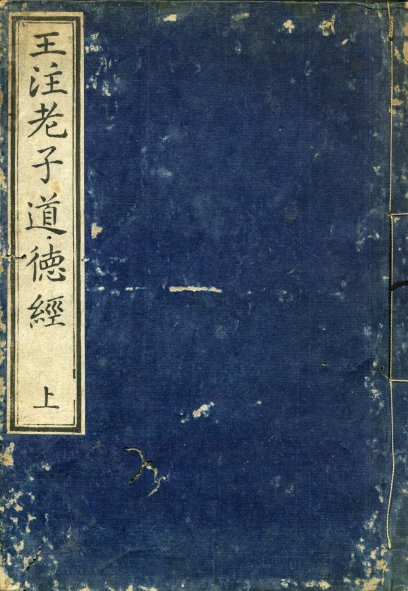
Dàodéjīng, Wang Bi-utgåvan, Japan 1770

Daodejing (kinesiska, förenklat: 道德经, traditionellt: 道德經, pinyin: Dàodéjīng, tidigare transkriberat Tao te ching) är daoismens äldsta och mest kända urkund. Den består av en samling korta aforismer uppdelade på 81 kapitel eller verser, ursprungligen skriven på kinesiska. 

## Innehåll
Hela texten omfattar i de kända kinesiska versionerna mellan 5 227 och 5 722 ord.
Titeln består av tre ord – dao (väg), de (dygd) och jing (klassiker, bok med erkänd betydelse) – som tillsammans närmast översätts till "Vägens och dygdens bok". Det är dock en senare tillkommen titel. Dessförinnan var boken blott känd som Lao Zi efter dess tänkta författare. Ej heller indelningen i 81 verser är ursprunglig. Boken är även sedan lång tid tillbaka uppdelad i två ungefär lika stora delar. Den första, kallad Dao, omfattar verserna 1–37, och den andra, kallad De, består av de resterande verserna 38–81. De har fått sina namn för att de börjar med dessa ord.
Daodejing utgår ifrån dao som en kosmologisk och filosofisk grund, en första ursprunglig princip som styr hela tillvaron. Det är dess egenskaper, samt konsekvenserna därav, som boken förklarar. Dao är en världsordning som människorna gör bäst i att underkasta sig, för att inte skapa problem. Boken slår fast att detta görs bäst genom wu wei, icke-handlande. Världen är enligt Daodejing så finurligt ordnad att det allra mesta löser sig självt om människor undviker att agera. Utifrån denna grund utvecklar boken ett fridsamhetsideal och en ödmjukhet inför naturens ordning, som manar till anspråkslöshet och lågmäldhet.

## Historik
Enligt legenden skall den ha författats på 500-talet f.Kr. av Lao Zi, "Den gamle", som ska ha varit en tjänsteman vid det kungliga hovet under Zhoudynastin. Textens sanna författare samt ålder debatteras flitigt bland forskare. Man vet numera att Daodejing inte kan vara yngre än från 300-talet f.Kr., eftersom det äldsta manuskriptet är från runt år 300 f.Kr. Det är ofullständigt men stämmer i bevarade delar mycket väl överens med senare versioner av verket. Man har också hittat två manuskript från runt år 200 f.Kr., vilka är så gott som kompletta.
Texten är till ungefär 3/4 skriven på rimmad vers, vilket sällan beaktas i översättningar av verket. Det kinesiska språket och dess versmått är också betydligt lättare att skapa rim på än vad som är fallet med de flesta andra språk.

### Översättningar
Svenska översättningar har gjorts av Erik Folke, Alf Henrikson, Gordon Sandgren, Stefan Stenudd och Göran Malmqvist. Den berömde svenske sinologen Bernhard Karlgren gjorde också en tolkning av Daodejing, som dock var på engelska.